# Glauco Mattoso
Pour les articles homonymes, voir Ferreira, Pedro Silva, Silva et Mattoso.
 (juillet 2017).
Pedro José Ferreira da Silva, connu sous le nom de Glauco Mattoso, né à São Paulo le 29 juin 1951, est un poète et écrivain brésilien. Il a adopté ce pseudonyme après avoir perdu progressivement la vue à cause d’un glaucome (il est devenu complètement aveugle en 1995).

## Biographie
Après avoir étudié la sociologie à l’université de São Paulo,  Glauco Mattoso participe à la résistance culturelle à la dictature militaire au cours des années 1970 : il fait partie de groupes de poètes marginaux et collabore à divers périodiques alternatifs, où l’humour constitue une arme. Il édite notamment  un Jornal Dobrabil, où il détourne le titre du célèbre  Jornal do Brasil pour mieux s’en moquer. En 1982, il lui donne un supplément, la Revista Dedo Mingo.
Glauco Mattoso a publié divers volumes de contes et de poésies. Malgré sa cécité, il continue de collaborer à des journaux électroniques. Pour avoir exploré avec prédilection le thème de la violence et de la transgression et pour ne pas avoir reculé devant la polémique ni devant la crudité de certaines scènes, il s’est acquis une réputation de « poète maudit » et a été accusé de pornographie. Son grand projet poétique est de publier mille sonnets en cinq ans.

### Œuvres
- Jornal Dobrabil (1981)
- Memórias de um Pueteiro (1982)
- Línguas na Papa (1982)
- Rockabillyrics (1988)
- Limeiriques & Outros Debiques Glauquianos (1989)
- Haicais Paulistanos (1992)
- Centopéia: Sonetos Nojentos & Quejandos (1999)
- Galeria Alegria (2002)
- O Glosador Motejoso (2003)
- Contos Familiares : Sonetos Requentados (2003)
- Animalesca Escolha (2004)
- Pegadas Noturnas : Dissonetos Barrockistas (2004)
- Poética na Política (2004)
- Poesia Digesta (2004)
- A planta da Donzela (2005).